# Printworks

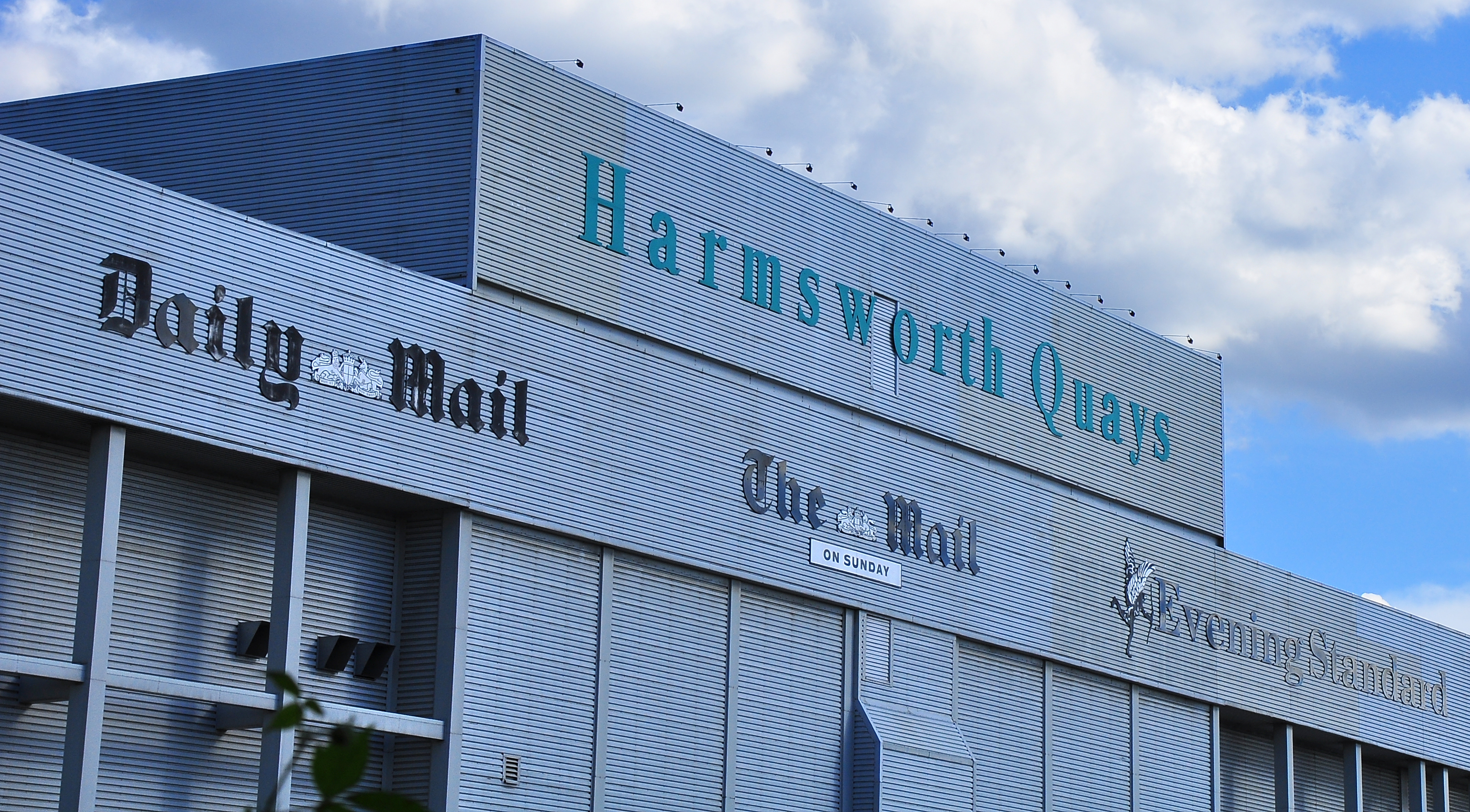
Die ehemalige Großdruckerei Harmsworth Quays

Printworks war von 2017 bis 2023 ein Techno-Club und eine Event-Location in Südost-London, Stadtteil Rotherhithe (Southwark).
Das Gebäude beherbergte bis 2012 die Großdruckerei Harmsworth Quays, es wurden unter anderem Daily Mail und Evening Standard im 3-Schicht-Betrieb gedruckt. Im Februar 2017 eröffnete die Agentur Broadwick Live in einer der Hallen den Club, ausgestattet mit einer Soundanlage von d&b audiotechnik und einer Kinesys-Lichtanlage.
Es konnten DJs wie Sven Väth, Ben Klock oder Tale Of Us begrüßt werden, ebenso Broken-Beat-Acts wie Skrillex oder Pendulum.
Im März 2018 wurde ein weiterer, etwa gleich großer Floor mit Bühne eröffnet, woraufhin eine Gesamtkapazität von 6000 Personen erreicht wurde. Das Printworks wurde von den Lesern des DJ Magazine in der Wahl der Top-100-Clubs in die Top Ten gewählt.
Im Februar 2021 diente das Printworks als Drehort für den Kinofilm The Batman. Der Techno-Club wurde dabei in die Iceberg Lounge des Batman-Gegenspielers Pinguin verwandelt.
Im Mai 2023 wurde das Printworks geschlossen, das Gebäude soll in ein Bürogebäude umgewandelt werden.